# Paul Van den Broeck
Paul Van den Broeck (Amberes, 18 de septiembre de 1904-Amberes, 1 de abril de 1972) fue un deportista belga que compitió en bobsleigh. Participó en los Juegos Olímpicos de Chamonix 1924, obteniendo una medalla de bronce en la prueba cuádruple.

## Palmarés internacional
| Juegos Olímpicos | Juegos Olímpicos   | Juegos Olímpicos  | Juegos Olímpicos |
| Año              | Lugar              | Medalla           | Prueba           |
| ---------------- | ------------------ | ----------------- | ---------------- |
| 1924             | Chamonix (Francia) | Medalla de bronce | Cuádruple        |